# Marjan Olyslager
Marjan Ingrid Olyslager (aussi appelée Marjan Olijslager), née le 8 mars 1962, est une ancienne sprinteuse néerlandaise. Elle a participé aux Jeux olympiques d'été de 1988 au 100 mètres haies et au relais 4 × 100 mètres, mais n'a pas réussi à atteindre la finale. Elle a remporté une médaille d'argent aux championnats d'Europe d'athlétisme en salle 1988 au 60 mètres haies. À l'échelle nationale, elle a établi de nombreux records et a remporté 12 titres dans des épreuves de haies.

## Biographie
En 1981 Olyslager a commencé la compétition en tant que senior et a remporté son premier titre national. En 1984, elle a établi un record national du 100 m haies à 13,20 s, mais a régressé de 0,02 s lors de la qualification olympique. En mai–août 1985, elle a amélioré son record à quatre reprises 13,19 s, 13,07 s, 13,03 s et enfin 13,01 secondes. Elle est passée sous les 13 secondes en juin 1988, à 12,93 s et a été qualifiée pour les jeux Olympiques de 1988. La même année, elle a remporté l'argent aux Championnats d'Europe d'athlétisme en salle au 60 m haies avec un temps de 7,92 s, ainsi que le Mémorial Van Damme dans le 100 m haies (12,83 s). Toutefois, lors de la demi-finale olympique, elle a touché un obstacle, et avec un temps de 13,08 s, elle n'a pas atteint la finale,.
Après les Jeux, elle a perdu toute motivation pour les compétitions,. Durant l'hiver 1988, elle épouse Roel Wingbermühle, a commencé à travailler en tant qu'analyste système et accorde peu d'attention à la formation. En 1989, elle  remporte un titre national en 60 m haies, et termine quatrième aux  Championnats d'Europe d'athlétisme en salle et sixième aux Championnats du monde d'athlétisme en salle, en établissant un nouveau record national à 7,89 s. Elle prend sa retraite à la fin de 1989, mais elle est restée active en tant qu'entraîneur d'athlétisme.